# Apocryptes bato
Genre
Espèce
Synonymes
- Apocryptes bata (Hamilton, 1822)[1]
- Apocryptes batoides Day, 1876[1]
- Gobius bato Hamilton, 1822 - protonyme[1]
- Parapocryptes batoides (Day, 1876)[1]

Statut de conservation UICN

 LC  : Préoccupation mineure
Apocryptes bato est une espèce de gobies, unique représentant du genre Apocryptes (monotypique).

## Description
Apocryptes bato mesure jusqu'à 26 cm.

## Répartition géographique
On le trouve dans l'océan Indien, au large du Bangladesh, de l'Inde et de la Birmanie.

### GenreApocryptes
- (en) Catalogue of Life : Apocryptes Valenciennes, 1837 (consulté le 14 aout 2025)
- (fr + en) ITIS : Apocryptes Valenciennes in Cuvier & Valenciennes, 1837
- (en) WoRMS : Apocryptes (+ liste espèces)

### EspèceApocryptes bato
- (en) BioLib : Apocryptes bato  (Hamilton, 1822) (consulté le 15 février 2020)
- (en) Catalogue of Life : Apocryptes bato (Hamilton, 1822) (consulté le 17 décembre 2020)
- (fr + en) ITIS : Apocryptes bato  (Hamilton, 1822) (consulté le 15 février 2020)
- (en) NCBI : Apocryptes bato  (Hamilton, 1822) (taxons inclus) (consulté le 15 février 2020)
- (en) UICN : espèce Apocryptes bato  (Hamilton, 1822) (consulté le 15 février 2020)
- (en) WoRMS : espèce Apocryptes bato (Hamilton, 1822) (consulté le 15 février 2020)